# Volkskammer

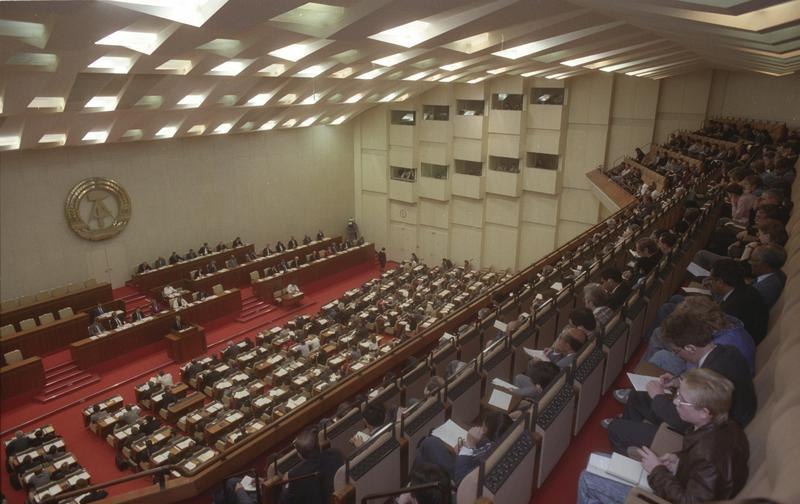
Uma reunião, em 1990, do Parlamento da Alemanha Oriental.

A Volkskammer foi o órgão legislativo da República Democrática Alemã.